# Helonias bullata
Helonias bullata ist die einzige Art der Pflanzengattung Helonias innerhalb der Familie der Germergewächse (Melanthiaceae). Sie ist in Nordamerika verbreitet und wird dort „Swamp Pink“ genannt. Helonias bullata wird als Zierpflanze verwendet.

## Beschreibung und Synökologie

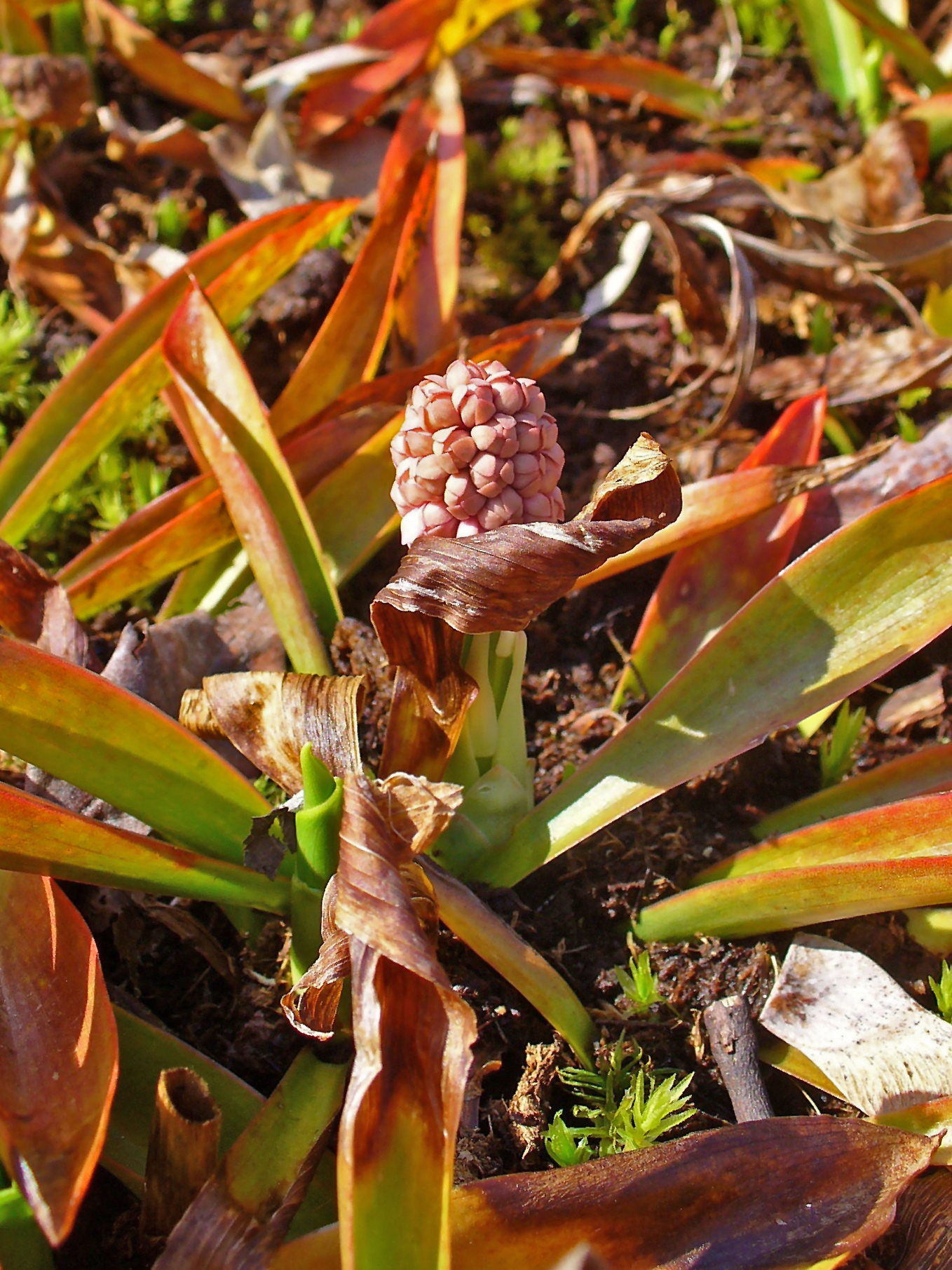
Am Beginn der Wachstumsperiode mit rötlichen Laubblättern, noch sehr kurzem Blütenstandsschaft und knospigem Blütenstand

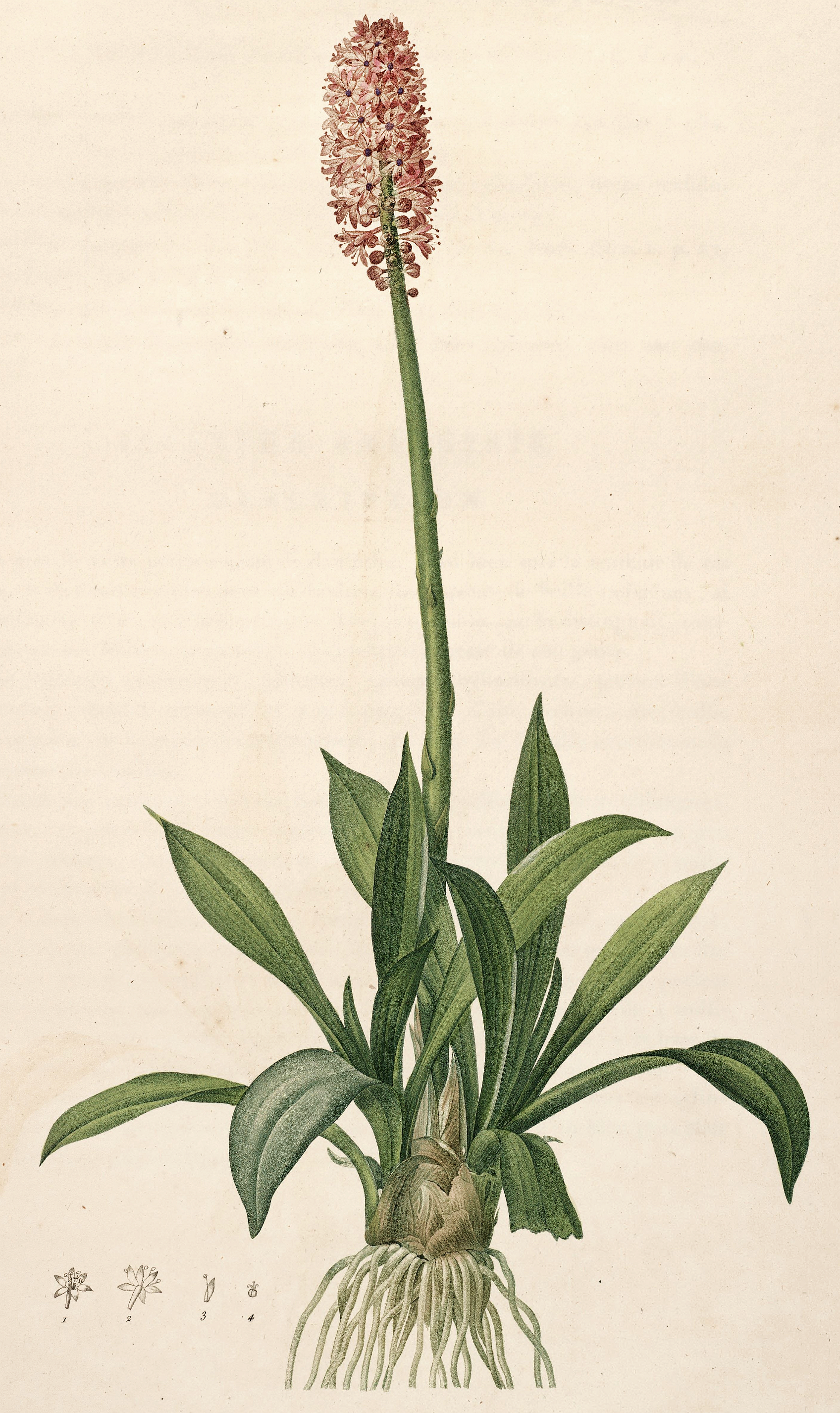
Illustration aus Les Liliacées, Volume 1, 1805

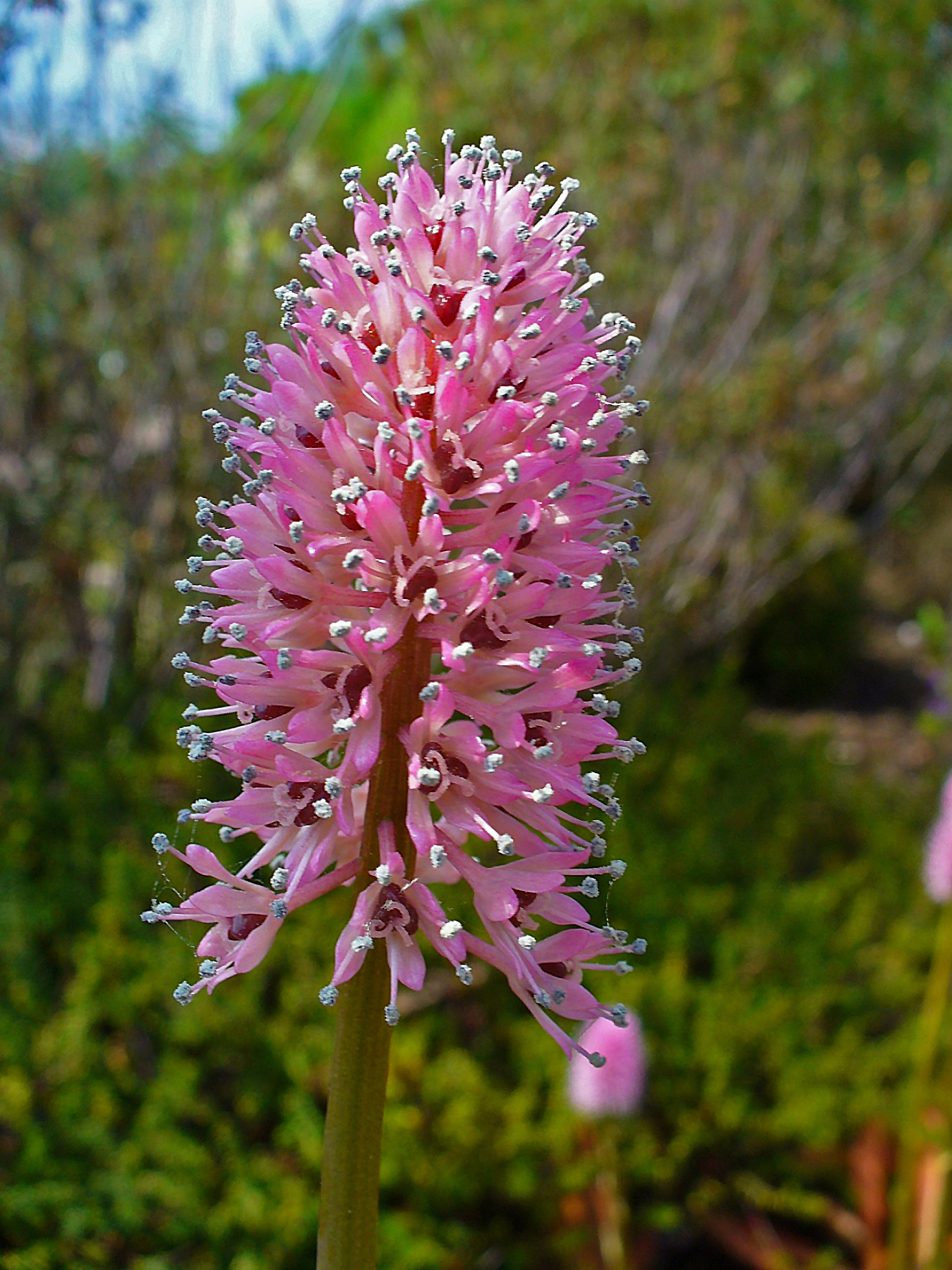
Blütenstand

### Erscheinungsbild und Blatt
Helonias bullata wächst als immergrüne, ausdauernde krautige Pflanze. Als Hemikryptophyt bildet sie als Überdauerungsorgan ein unterirdisches, gedrungenes, knotiges Rhizom. Durch die Rhizome erfolgt eine vegetative Vermehrung und es werden an manchen Standorten dichte, individuenreiche Bestände gebildet. Die faserigen Wurzeln können das Rhizom durch Kontraktion in der günstigsten Höhe im Untergrund halten. Die oberirdischen Pflanzenteile sind kahl.
Die haltbaren, kahlen Laubblätter stehen in einer grundständigen Rosette zusammen. Die einfache, dunkelgrüne Blattspreite ist bei einer Länge von 9 bis 35 cm und einer Breite von 1,5 bis 4 cm länglich-spatelförmig bis verkehrt-lanzettlich mit spitzem oberem Ende und glattem Blattrand. Es liegt Parallelnervatur vor. Während des Winters färben sich die Laubblätter oft rötlich-braun und liegen oft flach bis wenig aufgerichtet, manchmal unter Falllaub, und sind dadurch oft schwer zu sehen. Wenn die Laubblätter im Frühjahr neu gebildet werden und während der Blütezeit sind sie hellgrün sowie relativ klein und vergrößern sich erst danach.

### Blütenstand, Blüte und Bestäubung
In Nordamerika liegt die Blütezeit im späten Frühling bis frühen Sommer, hauptsächlich zwischen März und Mai; sie ist eine der am frühestblühenden im östlichen Nordamerika heimischen Arten. Die kahlen, haltbaren, einfachen, aufrechten und hohlen Blütenstandsschäfte besitzen hochblattartige Blätter, die bei einer Länge von 1 bis 2 cm breit dreieckig sind. Die Blütenstandsschäfte strecken sich bis zur Fruchtreife, so dass die Pflanzen während der Blütezeit eine Wuchshöhe von 10 bis 20 cm und während der Fruchtreife von bis zu 60 cm besitzen. Die endständigen, traubigen Blütenstände enthalten 30 bis 70 Blüten, aber keine Deckblätter. Die Blütenstände sind während der Blütezeit bei einer Länge von 2,5 bis 10 cm eiförmig und strecken sich bis zur Fruchtreife bis zu einer Länge von 10 bis 17,5 cm. Die Blütenstiele sind anfangs sehr kurz und strecken sich bis auf eine Länge von 5 bis 8 mm.
Die duftenden, zwittrigen Blüten sind radiärsymmetrisch, bei einem Durchmesser von etwa 1 cm trichterförmig und dreizählig. Die sechs gleichgestaltigen, haltbaren Blütenhüllblätter sind frei bis etwas an ihrer Basis verwachsen und bei einer Länge von 4 bis 9 mm spatelförmig bis länglich. Die Blütenhüllblätter sind anfangs purpur-rosafarben und verfärben sich später grün. Die Blütenhüllblätter sind ausgebreitet sowie 3 bis 4 mm lang. An der Basis der Blütenhüllblätter sind Nektarien vorhanden. Es sind zwei Kreise mit je drei haltbaren Staubblättern vorhanden, die etwa gleich lang sind wie die Blütenhüllblätter. Von den untereinander freien, fadenförmigen, 5 bis 6 mm langen Staubfäden sind die inneren drei im unteren Bereich mit dem Fruchtknoten verwachsen. Die basifixen, frei beweglichen, blauen Staubbeutel sind 0,75 bis 1 mm lang und zeigen nach außen. Die drei Fruchtblätter sind zu einem oberständigen Fruchtknoten verwachsen, der im unteren Bereich dreikammerig und im oberen Bereich einkammerig ist. Es sind keine Septalnektarien vorhanden. Die drei freien, 1,4 bis 2,5 mm langen Griffel sind in das obere Ende des Fruchtknotens eingesenkt und die dadurch sitzend wirkenden drei freien Narben sind aufsteigend bis sich nach oben wölbend und entlang der gesamten Oberseite nicht papillös.
Helonias bullata ist stark selbstkompatibel. Viele Insektenarten wurden als Blütenbesucher beobachtet. Auch bei Selbstbestäubung wird eine Vielzahl von Samen produziert.

### Frucht, Samen und Ausbreitung der Diasporen
Die lokulizide, dreifächerige Kapselfrucht ist bei einer Länge von 3 bis 8 mm sowie einem Durchmesser von 8 bis 10 mm tief-dreilappig und dadurch verkehrt-herzförmig. Die Fruchtwand ist pergamentartig.
Jedes Fruchtfach kann etwa 16 Samen enthalten. Die weißlich-braunen Samen sind bei einer Länge von 4 bis 6 mm linealisch-spindelförmig und besitzen an beiden Enden ein schwanzförmiges, fetthaltiges Anhängsel (Elaiosom), die von Ameisen gefressen werden. Die Samen sind nur kurze Zeit keimfähig.
Die Ausbreitung der Samen erfolgt also auch durch Ameisen (Myrmekochorie). Es wird berichtet, dass die Ausbreitung der Samen auch durch den Wind erfolgt.

### Chromosomenzahl
Die Chromosomengrundzahl beträgt x = 17. Es liegt Diploidie vor mit 2n = 34.

## Vorkommen und Gefährdung
Helonias bullata ist im östlichen Nordamerika verbreitet. Fundortangaben liegen für die US-Bundesstaaten New Jersey, südöstliches New York (Vorkommen erloschen), Delaware (Vorkommen erloschen), nordwestliches Georgia, Maryland (Vorkommen erloschen), westliches North Carolina, South Carolina sowie Virginia vor. In Pennsylvania ist sie ein Neophyt.
Die Heimat von Helonias bullata sind die Blue Ridge Mountains und die nördlichen Küstenebenen. Helonias bullata gedeiht in Mooren, Sümpfen und Pocosins in Höhenlagen zwischen 0 und 1100 Meter.
Die Bestände sind gefährdet durch Entwässerung der Feuchtgebiete, Wasserverschmutzung, Habitatverlust durch Verstädterung sowie Land- und Forstwirtschaft, Habitatdegradierung (beispielsweise Sedimentation), Trittschäden sowie Sammlung der schönen Blütenstände oder der ganzen Pflanzen.
New Jersey ist der Bundesstaat mit den meisten noch erhalten Populationen. Dort wurden 1990 über 65 Populationen, mit 1 bis 5000 Blattrosetten, nachgewiesen. Die Bestände entlang der Ostküste sind relativ umfangreich, alle anderen Populationen sind ärmer an Exemplaren und stärker gefährdet. Von ursprünglich acht US-Bundesstaaten sind die Bestände heute in drei erloschen. In verbleibenden fünf Bundesstaaten zusammen gibt es etwa 122 Populationen. Die größten Populationen in Delaware enthalten 10.000 bis 25.000 und in North Carolina 100.000 Blattrosetten. In Georgia gibt es nur noch einen Standort.
Insgesamt wird Helonias bullata als „globally vulnerable“ = „gefährdet“ bewertet.

## Systematik
Diese Art wurde Mitte des 18. Jahrhunderts vom schwedischen Naturforscher Pehr Kalm als erstes mit einer Fundortangabe „in der Nähe von Philadelphia“ herbarisiert; der Fundort liegt aber wohl in New Jersey. Die Gattung Helonias wurde 1753 durch Carl von Linné in Species Plantarum, 1. Auflage, S. 342 mit der Typusart Helonias bullata aufgestellt; dazu verwendete Linné das Herbarmaterial von Kalm. Als Lectotypus wurde 1993 Kalm s.n.; (LINN-471.1) durch James Lauritz Reveal in Regnum Veg. 127, S. 53 ausgewählt. Der Gattungsname Helonias leitet sich vom griechischen Wort helos für Sumpf ab; die bezieht sich auf das Habitat. Das Artepitheton bullata bedeutet blasig oder höckerig.
Synonyme für Helonias bullata (L.) A.Gray sind: Veratrum americanum Mill., Helonias latifolia Michx., Helonias lanceolata Sims, Helonias scapigera Stokes, Helonias striata Raf.
Helonias bullata ist die einzige Art der Gattung Helonias in der Tribus Heloniadeae innerhalb der Familie Melanthiaceae. Die Tribus Heloniadeae hatte früher auch den Rang einer Familie Heloniadaceae oder wurde in die Familie der Liliaceae eingeordnet. Die Tribus Heloniadeae enthält drei Gattungen, die alle Elemente der Arkto-Tertiären Geoflora sind. Helonias kommt im östlichen Nordamerika und Ypsilandra (westliches China bis Himalaya) sowie Heloniopsis (Korea, Taiwan und Japan) kommen im östlichen Asien vor (N. Tanaka 1997).

## Nutzung
Helonias bullata wird als Zierpflanze an Teichen verwendet.